# Discografia de Akon
Esta é a discografia do cantor Akon.

## Álbuns
| Ano  | Álbum                                                                                 | Posições | Posições | Posições | Posições | Posições | Posições | Posições | Vendas e certificações        |
| Ano  | Álbum                                                                                 | EUA      | RU       | AUS      | ALE      | FR       | CAN      | BRA      | Vendas e certificações        |
| ---- | ------------------------------------------------------------------------------------- | -------- | -------- | -------- | -------- | -------- | -------- | -------- | ----------------------------- |
| 2004 | Trouble - Primeiro álbum de estúdio - Lançado: 29 de junho de 2004 - Formatos: CD     | 8        | 1        | 5        | 14       | 9        | 16       |          | Certificação RIAA: Platina    |
| 2006 | Konvicted - Segundo álbum de estúdio - Lançado: 14 de novembro de 2006 - Formatos: CD | 2        | 16       | 4        | 13       | 7        | 4        |          | Certificação RIAA: 2× Platina |
| 2008 | Freedom - Terceiro álbum de estúdio - Lançado: 2 de dezembro de 2008 - Formatos: CD   | 7        | 21       | 20       | 18       | 9        | 4        | 1        | Certificação RIAA: Platina    |
| 2014 | Stadium - Quarto álbum de estúdio - Lançado: - Formatos: CD                           | —        | —        | —        | —        | —        | —        | —        |                               |
| 2019 | El Negreeto - Quarto álbum de estúdio - Lançado: 4 de outubro de 2019 - Formatos: CD  | —        | —        | —        | —        | —        | —        | —        |                               |

## EPs
| Ano  | Título         | Detalhes                                                                                   |
| ---- | -------------- | ------------------------------------------------------------------------------------------ |
| 2020 | Ain't No Peace | - Lançado: 31 de julho de 2020 - Gravadora: Konvict Kulture - Formato: Digital, streaming  |
| 2023 | TT Freak       | - Lançado: 23 de maio de 2023 - Gravadora: Konvict Kulture - Formato: Digital, streaming   |
| 2023 | Afro Freak     | - Lançado: 24 de agosto de 2023 - Gravadora: Konvict Kulture - Formato: Digital, streaming |

## Singles

### Como artista principal
| Canção                                                                     | Ano  | Melhores posições nas tabelas | Melhores posições nas tabelas | Melhores posições nas tabelas | Melhores posições nas tabelas | Melhores posições nas tabelas | Melhores posições nas tabelas | Melhores posições nas tabelas | Melhores posições nas tabelas | Melhores posições nas tabelas | Melhores posições nas tabelas | Certificaçoes                                                                  | Álbum                |
| Canção                                                                     | Ano  | US                            | US R&B                        | AUS                           | FRA                           | GER                           | IRL                           | NLD                           | NZ                            | SWI                           | UK                            | Certificaçoes                                                                  | Álbum                |
| -------------------------------------------------------------------------- | ---- | ----------------------------- | ----------------------------- | ----------------------------- | ----------------------------- | ----------------------------- | ----------------------------- | ----------------------------- | ----------------------------- | ----------------------------- | ----------------------------- | ------------------------------------------------------------------------------ | -------------------- |
| "Operations of Nature"                                                     | 1996 | —                             | —                             | —                             | —                             | —                             | —                             | —                             | —                             | —                             | —                             |                                                                                | Não incluso em álbum |
| "Locked Up"                                                                | 2004 | 8                             | 6                             | 33                            | 12                            | 15                            | 10                            | 71                            | —                             | 19                            | 5                             | - RIAA: Gold                                                                   | Trouble              |
| "Gunshot (Fiesta Riddim)"                                                  | 2004 | —                             | —                             | —                             | —                             | —                             | —                             | —                             | —                             | —                             | —                             |                                                                                | Trouble              |
| "Ghetto"                                                                   | 2004 | 92                            | 53                            | —                             | —                             | —                             | —                             | 2                             | —                             | —                             | —                             |                                                                                | Trouble              |
| "Lonely"                                                                   | 2005 | 4                             | 57                            | 1                             | 2                             | 1                             | 1                             | 1                             | 1                             | 1                             | 1                             | - RIAA: Platinum - ARIA: 2× Platinum - BPI: Gold - IFPI SWI: Gold - RMNZ: Gold | Trouble              |
| "Belly Dancer (Bananza)"                                                   | 2005 | 30                            | —                             | 23                            | 45                            | 32                            | 11                            | 46                            | 12                            | 40                            | 5                             | - RIAA: Gold                                                                   | Trouble              |
| "Pot of Gold"                                                              | 2005 | —                             | —                             | —                             | —                             | 95                            | 33                            | —                             | —                             | —                             | 77                            |                                                                                | Trouble              |
| "Smack That" (com a participação de Eminem)                                | 2006 | 2                             | 34                            | 2                             | 4                             | 5                             | 1                             | 10                            | 1                             | 3                             | 1                             | - RIAA: 3× Platinum - ARIA: 3× Platinum - BPI: Gold - RMNZ: Platinum           | Konvicted            |
| "I Wanna Love You" (com a participação de Snoop Dogg)                      | 2006 | 1                             | 3                             | 6                             | —                             | 14                            | 2                             | 20                            | 2                             | 16                            | 3                             | - RIAA: 3× Platinum - ARIA: 2× Platinum - BPI: Silver - RMNZ: Platinum         | Konvicted            |
| "Don't Matter"                                                             | 2007 | 1                             | 5                             | 9                             | 6                             | 29                            | 1                             | 23                            | 1                             | 19                            | 3                             | - RIAA: 3× Platinum - RMNZ: Platinum                                           | Konvicted            |
| "Mama Africa"                                                              | 2007 | —                             | —                             | —                             | —                             | —                             | —                             | —                             | —                             | —                             | 47                            |                                                                                | Konvicted            |
| "Sorry, Blame It on Me"                                                    | 2007 | 7                             | —                             | 27                            | 10                            | —                             | 9                             | 34                            | 2                             | 46                            | 22                            | - RIAA: Platinum - RMNZ: Gold                                                  | Konvicted            |
| "Never Took the Time"                                                      | 2007 | —                             | —                             | —                             | —                             | —                             | —                             | —                             | —                             | —                             | —                             |                                                                                | Konvicted            |
| "Wanna Be Startin' Somethin' 2008" (com a participação de Michael Jackson) | 2008 | 81                            | —                             | 8                             | 10                            | 63                            | —                             | —                             | 4                             | 30                            | 57                            | - ARIA: Gold                                                                   | Thriller 25          |
| "I Can't Wait" (com a participação de T-Pain)                              | 2008 | —                             | —                             | —                             | —                             | —                             | —                             | —                             | —                             | —                             | 116                           |                                                                                | Konvicted            |
| "Right Now (Na Na Na)"                                                     | 2008 | 8                             | 73                            | 17                            | 8                             | 44                            | 18                            | 30                            | 5                             | 15                            | 6                             | - RIAA: 2× Platinum - ARIA: Gold - BPI: Silver - RMNZ: Gold                    | Freedom              |
| "I'm So Paid" (com a participação de Lil Wayne e Young Jeezy)              | 2008 | 31                            | 47                            | —                             | 15                            | —                             | —                             | —                             | —                             | —                             | 59                            | - RIAA: Platinum                                                               | Freedom              |
| "Beautiful" (com a participação de Colby O'Donis e Kardinal Offishall)     | 2009 | 19                            | 61                            | 16                            | —                             | 34                            | 13                            | 24                            | 13                            | 34                            | 8                             | - RIAA: 2× Platinum - ARIA: Platinum - BPI: Silver - RMNZ: Gold                | Freedom              |
| "Be with You"                                                              | 2009 | —                             | —                             | —                             | —                             | —                             | —                             | —                             | —                             | —                             | —                             |                                                                                | Freedom              |
| "We Don't Care"                                                            | 2009 | —                             | —                             | 91                            | —                             | —                             | —                             | —                             | —                             | —                             | 61                            |                                                                                | Freedom              |
| "Oh Africa" (com a participação de Keri Hilson)                            | 2010 | —                             | —                             | —                             | —                             | —                             | —                             | —                             | —                             | 52                            | 56                            |                                                                                | Não incluso em álbum |
| "Angel"                                                                    | 2010 | 56                            | —                             | 57                            | —                             | —                             | —                             | —                             | 20                            | —                             | —                             | - RIAA: Gold                                                                   | Não incluso em álbum |
| "Hold My Hand" (com a participação de Michael Jackson)                     | 2010 | 39                            | 33                            | 37                            | 27                            | 7                             | 21                            | 27                            | 6                             | 9                             | 10                            | - RMNZ: Gold                                                                   | Michael              |
| "Chammak Challo" (com a participação de Hamsika Iyer)                      | 2011 | —                             | —                             | —                             | —                             | —                             | —                             | —                             | —                             | —                             | —                             |                                                                                | Ra.One (soundtrack)  |
| "Hurt Somebody" (com a participação de French Montana)                     | 2012 | —                             | —                             | —                             | —                             | —                             | —                             | —                             | —                             | —                             | —                             |                                                                                | The Koncrete Mixtape |
| "So Blue"                                                                  | 2013 | —                             | —                             | 77                            | —                             | —                             | —                             | —                             | —                             | —                             | —                             |                                                                                | Stadium              |
| "Stick Around" (com a participação de Matoma)                              | 2015 | —                             | —                             | —                             | —                             | —                             | —                             | —                             | —                             | —                             | —                             |                                                                                | Hakuna Matoma        |
| "—" denota obras que não entraram nas paradas musicais.                    |      |                               |                               |                               |                               |                               |                               |                               |                               |                               |                               |                                                                                |                      |

### Como artista convidado
| Ano  | Título | Posições nas paradas | Posições nas paradas | Posições nas paradas | Posições nas paradas | Posições nas paradas | Posições nas paradas | Posições nas paradas | Posições nas paradas | Posições nas paradas | Posições nas paradas | Álbum                                     |
| Ano  | Título | EUA                  | AUS                  | CAN                  | FRA                  | ALE                  | IRL                  | HOL                  | NZ                   | SUE                  | RU                   | Álbum                                     |
| ---- | --- | -------------------- | -------------------- | -------------------- | -------------------- | -------------------- | -------------------- | -------------------- | -------------------- | -------------------- | -------------------- | ----------------------------------------- |
| 2001 | "Lil' Buddy" (Que'Bo Gold com a participação de Rasheeda e Akon)                                                | —                    | –                    | –                    | –                    | –                    | –                    | –                    | –                    | –                    | –                    | Red Clay                                  |
| 2004 | "Find Us" (The Beatnuts com a participação de Akon)                                                             | –                    | –                    | –                    | –                    | –                    | –                    | –                    | -                    | –                    | –                    | Milk Me                                   |
| 2005 | "Keep on Calling" (P-Money com a participação de Akon)                                                          | –                    | –                    | –                    | –                    | –                    | –                    | –                    | 23                   | –                    | –                    | Magic City                                |
| 2005 | "Baby I'm Back" (Baby Bash com a participação de Akon)                                                          | 19                   | –                    | –                    | –                    | –                    | –                    | –                    | –                    | –                    | –                    | Super Saucy                               |
| 2005 | "Soul Survivor" (Young Jeezy com a participação de Akon)                                                        | 4                    | –                    | –                    | –                    | 74                   | 32                   | –                    | –                    | –                    | 16                   | Let's Get It: Thug Motivation 101         |
| 2005 | "Moonshine" (Savage com a participação de Akon)                                                                 | –                    | 9                    | –                    | –                    | –                    | –                    | –                    | 1                    | –                    | –                    | Moonshine                                 |
| 2006 | "Girls" (Beenie Man com a participação de Akon)                                                                 | –                    | –                    | –                    | –                    | –                    | –                    | –                    | 38                   | –                    | 47                   | Undisputed                                |
| 2006 | "Snitch" (Obie Trice com a participação de Akon)                                                                | –                    | –                    | –                    | –                    | –                    | –                    | –                    | –                    | –                    | –                    | Second Round's on Me                      |
| 2007 | "The Sweet Escape" (Gwen Stefani com a participação de Akon)                                                    | 2                    | 2                    | 2                    | 4                    | 6                    | 4                    | 5                    | 1                    | 13                   | 2                    | The Sweet Escape                          |
| 2007 | "I Tried" (Bone Thugs-n-Harmony com a participação de Akon)                                                     | 6                    | –                    | 52                   | –                    | –                    | –                    | –                    | 4                    | –                    | 69                   | Strength and Loyalty                      |
| 2007 | "We Takin' Over" (DJ Khaled com a participação de Akon, T.I., Rick Ross, Fat Joe, Birdman e Lil Wayne)          | 28                   | –                    | 97                   | –                    | –                    | –                    | –                    | –                    | –                    | –                    | We the Best                               |
| 2007 | "Bartender" (T-Pain com a participação de Akon)                                                                 | 5                    | –                    | 46                   | –                    | –                    | –                    | –                    | 1                    | –                    | –                    | Epiphany                                  |
| 2007 | "The Way She Moves" (Zion com a participação de Akon)                                                           | –                    | –                    | –                    | –                    | –                    | –                    | –                    | –                    | –                    | –                    | The Perfect Melody                        |
| 2007 | "Speaker" (David Banner com a participação de Akon, Lil Wayne e Snoop Dogg)                                     | –                    | –                    | –                    | –                    | –                    | –                    | –                    | –                    | –                    | –                    | The Greatest Story Ever Told              |
| 2007 | "Sweetest Girl (Dollar Bill)" (Wyclef Jean com a participação de Akon, Lil Wayne e Niia)                        | 12                   | 28                   | 15                   | –                    | 30                   | –                    | –                    | 8                    | 15                   | 66                   | Carnival Vol. II: Memoirs of an Immigrant |
| 2007 | "Graveyard Shift" (Kardinal Offishall com a participação de Akon)                                               | –                    | –                    | –                    | –                    | –                    | –                    | –                    | –                    | –                    | –                    | Não incluso em álbum                      |
| 2007 | "Hypnotized" (Plies com a participação de Akon)                                                                 | 14                   | –                    | 77                   | –                    | –                    | –                    | –                    | 4                    | –                    | 66                   | The Real Testament                        |
| 2007 | "Get Buck in Here" (DJ Felli Fel com a participação de Diddy, Akon, Ludacris e Lil Jon)                         | 41                   | –                    | 58                   | –                    | –                    | –                    | –                    | –                    | –                    | –                    | Não incluso em álbum                      |
| 2007 | "Certified" (Glasses Malone com a participação de Akon)                                                         | –                    | –                    | –                    | –                    | –                    | –                    | –                    | –                    | –                    | –                    | Beach Cruiser: The Story                  |
| 2007 | "I'll Still Kill" (50 Cent com a participação de Akon)                                                          | 95                   | –                    | –                    | 28                   | –                    | –                    | –                    | 14                   | –                    | –                    | Curtis                                    |
| 2008 | "What You Got" (Colby O'Donis com a participação de Akon)                                                       | 14                   | –                    | 29                   | –                    | –                    | –                    | –                    | –                    | 59                   | –                    | Colby O                                   |
| 2008 | "Dangerous" (Kardinal Offishall com a participação de Akon)                                                     | 5                    | 42                   | 2                    | 8                    | 18                   | 40                   | –                    | –                    | 45                   | 16                   | Not 4 Sale                                |
| 2008 | "Frozen" (Tami Chynn com a participação de Akon)                                                                | –                    | –                    | –                    | –                    | –                    | –                    | –                    | –                    | –                    | –                    | Prima Donna                               |
| 2008 | "What's Love" (Shaggy com a participação de Akon)                                                               | –                    | –                    | –                    | –                    | 52                   | –                    | –                    | –                    | –                    | –                    | Intoxication                              |
| 2008 | "Out Here Grindin" (DJ Khaled com a participação de Akon, Rick Ross, Plies, Lil Boosie, Ace Hood e Trick Daddy) | 38                   | –                    | 71                   | –                    | –                    | –                    | –                    | –                    | –                    | –                    | We Global                                 |
| 2008 | "Body on Me" (Nelly com a participação de Akon e Ashanti)                                                       | 42                   | 32                   | 57                   | –                    | –                    | 12                   | –                    | 19                   | –                    | 17                   | Brass Knuckles                            |
| 2008 | "Am I Dreaming" (Kat DeLuna com a participação de Akon)                                                         | –                    | –                    | –                    | –                    | –                    | –                    | –                    | –                    | –                    | –                    | 9 Lives                                   |
| 2008 | "Wake It Up" (E-40 com a participação de Akon)                                                                  | 117                  | –                    | –                    | –                    | –                    | –                    | –                    | –                    | –                    | 97                   | The Ball Street Journal                   |
| 2009 | "Dreamgirl" (Tay Dizm com a participação de Akon)                                                               | 118                  | –                    | –                    | –                    | –                    | –                    | –                    | –                    | –                    | –                    | Welcome to the New World                  |
| 2009 | "Day Dreaming" (DJ Drama com a participação de Akon, Snoop Dogg e T.I.)                                         | –                    | –                    | –                    | –                    | –                    | –                    | –                    | 33                   | 59                   | –                    | Gangsta Grillz: The Album II              |
| 2009 | "One" (Fat Joe com a participação de Akon)                                                                      | –                    | –                    | –                    | –                    | –                    | –                    | –                    | –                    | –                    | –                    | Jealous Ones Still Envy 2 (J.O.S.E. 2)    |
| 2009 | "Just Go" (Lionel Richie com a participação de Akon)                                                            | –                    | –                    | –                    | –                    | –                    | –                    | –                    | –                    | –                    | 52                   | Just Go                                   |
| 2009 | "Stuck with Each Other" (Shontelle com a participação de Akon)                                                  | –                    | –                    | –                    | –                    | –                    | 46                   | –                    | –                    | –                    | 23                   | Shontelligence                            |
| 2009 | "Overtime" (Ace Hood com a participação de Akon e T-Pain)                                                       | 119                  | –                    | –                    | –                    | –                    | –                    | –                    | –                    | –                    | –                    | Ruthless                                  |
| 2009 | "All Up 2 You" (Aventura com a participação de Akon e Wisin & Yandel)                                           | –                    | –                    | –                    | –                    | –                    | –                    | –                    | –                    | –                    | –                    | The Last                                  |
| 2009 | "Sexy Bitch" (David Guetta com a participação de Akon)                                                          | 12                   | 1                    | 1                    | 2                    | 1                    | 2                    | 3                    | 3                    | 4                    | 1                    | One Love                                  |
| 2009 | "Let's Get Crazy" (Cassie com a participação de Akon)                                                           | –                    | –                    | –                    | –                    | –                    | –                    | –                    | –                    | –                    | –                    | Electro Love                              |
| 2009 | "Shut It Down" (Pitbull com a participação de Akon)                                                             | –                    | –                    | 68                   | –                    | –                    | –                    | –                    | –                    | –                    | –                    | Rebelution                                |
| 2009 | "Change Me" (Keri Hilson com a participação de Akon)                                                            | –                    | –                    | –                    | –                    | –                    | –                    | –                    | –                    | –                    | –                    | In a Perfect World...                     |
| 2009 | "Available" (Flo Rida com a participação de Akon)                                                               | –                    | –                    | 89                   | –                    | –                    | –                    | –                    | –                    | –                    | –                    | R.O.O.T.S.                                |
| 2010 | "Body Bounce" (Kardinal Offishall com a participação de Akon)                                                   | –                    | –                    | 16                   | –                    | –                    | –                    | –                    | –                    | –                    | –                    | Mr. International                         |
| 2010 | "Push Push" (Kat DeLuna com a participação de Akon)                                                             | –                    | –                    | 84                   | 9                    | –                    | –                    | –                    | –                    | –                    | –                    | Inside Out                                |
| 2010 | "Kush" (Dr. Dre com a participação de Snoop Dogg e Akon)                                                        | 34                   | 81                   | 33                   | 46                   | –                    | –                    | –                    | –                    | 59                   | –                    | Não incluso em álbum                      |
| 2010 | "I Just Had Sex" (The Lonely Island com a participação de Akon)                                                 | 30                   | 10                   | 13                   | –                    | –                    | 44                   | –                    | 30                   | –                    | –                    | Turtleneck & Chain                        |
| 2011 | "Who Dat Girl" (Flo Rida com a participação de Akon)                                                            | 29                   | 10                   | 16                   | –                    | –                    | –                    | –                    | –                    | –                    | –                    | Only One Flo (Part 1)                     |
| 2011 | "Boomerang" (DJ Felli Fel com a participação de Akon, Pitbull and Jermaine Dupri)                               | –                    | –                    | –                    | –                    | –                    | –                    | –                    | –                    | –                    | –                    | Não incluso em álbum                      |
| 2011 | "Famous" (Nick Cannon com a participação de Akon)                                                               | –                    | –                    | –                    | –                    | –                    | –                    | –                    | –                    | –                    | –                    | White People Party Music                  |
| 2011 | "Freaky" (Mook com a participação de Akon, Jadakiss e Shella)                                                   | –                    | –                    | –                    | –                    | –                    | –                    | –                    | –                    | –                    | –                    | Ruff Ryders: Past, Present, Future        |
| 2012 | "Like Money" (Wonder Girls com a participação de Akon)                                                          | –                    | –                    | –                    | –                    | –                    | –                    | –                    | –                    | –                    | –                    | Wonder Best                               |
| 2012 | "Chop My Money" (P-Square com a participação de Akon)                                                           | –                    | –                    | –                    | –                    | –                    | –                    | –                    | –                    | –                    | –                    | The Invasion                              |
| 2013 | "Play Hard" (David Guetta com a participação de Ne-Yo e Akon)                                                   | 64                   | 16                   | 34                   | 7                    | 8                    | 8                    | 11                   | 3                    | –                    | –                    | Nothing But the Beat 2.0                  |
| 2014 | "Dream Warriors" (Harlee com a participação de Akon)                                                            | –                    | –                    | –                    | –                    | –                    | –                    | –                    | –                    | –                    | –                    | Não incluso em álbum                      |

### Singles promocionais
| "Holla Holla" (com a participação de T-Pain)             | 2008 | —  | —  | Freedom              |
| "Troublemaker" (com a participação de Sweet Rush)        | 2008 | 97 | 65 | Freedom              |
| "Give It to 'Em" (com a participação de Rick Ross)       | 2010 | —  | —  | Não incluso em álbum |
| "Take It Down Low" (com a participação de Chris Brown)   | 2011 | —  | —  | Não incluso em álbum |
| "Don't Dull (Remix)" (Wizkid com a participação de Akon) | 2011 | —  | —  | Não incluso em álbum |
| "Dami Duro (Remix)" (Davido com a participação de Akon)  | 2011 | —  | —  | Não incluso em álbum |
| "Dirty Work" (com a participação de Wiz Khalifa)         | 2013 | —  | —  | Não incluso em álbum |
| "—" denota obras que não entraram nas paradas musicais.  |      |    |    |                      |

### Outras canções
| Título                                                           | Ano  | Posições nas paradas de pico | Posições nas paradas de pico | Posições nas paradas de pico | Posições nas paradas de pico | Posições nas paradas de pico | Álbum                     |
| Título                                                           | Ano  | AUS                          | CAN                          | FRA                          | GER                          | UK                           | Álbum                     |
| ---------------------------------------------------------------- | ---- | ---------------------------- | ---------------------------- | ---------------------------- | ---------------------------- | ---------------------------- | ------------------------- |
| "Boss' Life" (Snoop Dogg com a participação de Akon)             | 2006 | —                            | —                            | —                            | —                            | —                            | Tha Blue Carpet Treatment |
| "Keep You Much Longer"                                           | 2008 | —                            | —                            | —                            | —                            | —                            | Freedom                   |
| "Like I Never Left" (Whitney Houston com a participação de Akon) | 2009 | —                            | —                            | —                            | —                            | —                            | I Look To You             |
| "Crank It Up" (David Guetta com a participação de Akon)          | 2011 | 49                           | 50                           | 64                           | 43                           | 96                           | Nothing but the Beat      |

## Videoclipes

### Como artista principal
| Título                                                                 | Ano  | Diretor (es)    |
| ---------------------------------------------------------------------- | ---- | --------------- |
| "Operations of Nature"                                                 | 1996 |                 |
| "Locked Up"                                                            | 2004 | Kai Crawford    |
| "Locked Up" (Remix) (featuring Styles P)                               | 2004 | Kai Crawford    |
| "Ghetto"                                                               | 2004 | Little X        |
| "Lonely"                                                               | 2005 | Gil Green       |
| "Belly Dancer (Bananza)"                                               | 2005 | Erik White      |
| "Pot of Gold"                                                          | 2005 | Gil Green       |
| "Smack That" (com a participação de Eminem)                            | 2006 | Benny Boom      |
| "I Wanna Love You" (com a participação de Snoop Dogg)                  | 2006 | Benny Boom      |
| "Don't Matter"                                                         | 2007 | Gil Green       |
| "Sorry, Blame It on Me"                                                | 2007 | Chris Robinson  |
| "I Can't Wait" (com a participação de T-Pain)                          | 2008 | Bryan Barber    |
| "Right Now (Na Na Na)"                                                 | 2008 | Anthony Mandler |
| "I'm So Paid" (com a participação de Lil Wayne e Young Jeezy)          | 2008 | Gil Green       |
| "Beautiful" (com a participação de Colby O'Donis e Kardinal Offishall) | 2009 | Gil Green       |
| "We Don't Care"                                                        | 2009 | Gil Green       |
| "Oh Africa" (com a participação de Keri Hilson)                        | 2010 | Gil Green       |
| "Hold My Hand" (com a participação de Michael Jackson)                 | 2010 | Mark Pellington |
| "Hurt Somebody" (com a participação de French Montana)                 | 2012 | Gil Green       |
| "So Blue"                                                              | 2013 | Robby Starbuck  |

## Lista de músicas de Akon como artista principal ou em participações
|     | MÚSICA                                | ARTISTA(S)                                                                 | ANO  | ÁLBUM                                     |
| --- | ------------------------------------- | -------------------------------------------------------------------------- | ---- | ----------------------------------------- |
| 1   | 9mm                                   | David Banner feat. Akon, Snoop Dogg & Lil Wayne                            | 2008 | The Greatest Story Ever Told              |
| 2   | Against The Grain                     | Akon feat. Ray Lavender                                                    | 2008 | Freedom                                   |
| 3   | Ain't No Peace                        | Akon                                                                       | 2020 | Ain't No Peace                            |
| 4   | Ain't Sayin Nothin                    | Akon                                                                       | 2012 | Konkrete Jungle                           |
| 5   | Akon's Beautiful Day                  | Akon                                                                       | 2024 | -                                         |
| 6   | All Up 2 You                          | Aventura feat. Wisin & Yandel & Akon                                       | 2009 | The Last                                  |
| 7   | Am I Dreaming                         | Kat DeLuna feat. Akon                                                      | 2007 | 9 Lives (Konvict Muzik Edition)           |
| 8   | America's Most Wanted                 | Akon                                                                       | 2012 | -                                         |
| 9   | Angel                                 | Akon                                                                       | 2010 | -                                         |
| 10  | Arab Money (remix)                    | Busta Rhymes feat. Lil Wayne, Diddy, T-Pain, Akon, Ron Browz & Swizz Beatz | 2008 | -                                         |
| 11  | Available                             | Flo Rida feat. Akon                                                        | 2009 | R.O.O.T.S.                                |
| 12  | Baby, I'm Back                        | Baby Bash feat. Akon                                                       | 2005 | Super Saucy                               |
| 13  | Bad Man Walking                       | Akon feat. Team Invasion                                                   | -    | -                                         |
| 14  | Baila Conmigo                         | Akon                                                                       | 2019 | El Negreeto                               |
| 15  | Bailame Lento                         | Akon                                                                       | 2019 | El Negreeto                               |
| 16  | Bananza (Belly Dancer)                | Akon                                                                       | 2004 | Trouble                                   |
| 17  | Bang It All                           | Paul G feat. Akon                                                          | 2010 | Transition                                |
| 18  | Bartender                             | T-Pain feat. Akon                                                          | 2007 | Epiphany                                  |
| 19  | Be More Careful                       | Akon feat. E-40                                                            | 2013 | Konkrete Jungle                           |
| 20  | Be With You                           | Akon                                                                       | 2008 | Freedom                                   |
| 21  | Beautiful                             | Akon feat. Colby O'Donis & Kardinal Offishall                              | 2008 | Freedom                                   |
| 22  | Beautiful (remix)                     | Akon feat. BoA                                                             | 2008 | -                                         |
| 23  | Beautiful (remix)                     | Akon feat. Dulce Maria                                                     | 2008 | -                                         |
| 24  | Beautiful (remix)                     | Akon feat. Negra Li                                                        | 2008 | -                                         |
| 25  | Bedroom                               | P-Square feat. Akon                                                        | 2017 | -                                         |
| 26  | Billin Billin                         | El Chacal feat. Akon                                                       | 2022 | Fiesta                                    |
| 27  | Birthmark                             | Akon                                                                       | 2008 | Freedom                                   |
| 28  | Block To Block                        | Rasheeda feat. Akon                                                        | 2001 | Dirty South                               |
| 29  | Blood Into Gold                       | Peter Buffett feat. Akon                                                   | 2011 | Running Blind                             |
| 30  | Blown Away                            | Akon feat. Styles P                                                        | 2006 | Konvicted                                 |
| 31  | Body Bounce                           | Kardinal Offishall feat. Akon                                              | 2010 | -                                         |
| 32  | Body On Me                            | Nelly feat. Akon & Ashanti                                                 | 2008 | Brass Knuckles                            |
| 33  | Boom Boom                             | Akon feat. Anitta                                                          | 2019 | El Negreeto                               |
| 34  | Boomerang                             | DJ Felli Fel feat. Akon, Jermaine Dupri & Pitbull                          | 2011 | -                                         |
| 35  | Borrow You                            | 40 Glocc feat. Akon                                                        | 2009 | I am Legend                               |
| 36  | Boss' Life                            | Snoop Dogg feat. Akon                                                      | 2007 | Tha Blue Carpet Treatment                 |
| 37  | Bring It On                           | Daddy Yankee feat. Akon                                                    | 2007 | El Cartel: The Big Boss                   |
| 38  | By My Side                            | Nicole Scherzinger feat. Akon                                              | -    | -                                         |
| 39  | Call da Police                        | Akon feat. Verse Simmonds & Busta Rhymes                                   | 2012 | Konkrete Jungle                           |
| 40  | Came To Do                            | Chris Brown feat. Akon                                                     | 2014 | X                                         |
| 41  | Can You Believe It                    | Styles P feat. Akon & Ludacris                                             | 2006 | Time Is Money                             |
| 42  | Cashin Out                            | Akon                                                                       | 2012 | Konkrete Jungle                           |
| 43  | Celebration (remix)                   | Madonna feat. Akon                                                         | -    | -                                         |
| 44  | Certified                             | Glasses Malone feat. Akon                                                  | 2007 | The Electric Chair                        |
| 45  | Chammak Challo                        | Akon feat. Hamsika Iyer                                                    | 2011 | -                                         |
| 46  | Change                                | T-Pain feat. Akon, Diddy & Mary J. Blige                                   | 2008 | Thr33 Ringz                               |
| 47  | Change Me                             | Keri Hilson feat. Akon                                                     | 2009 | In a Perfect World...                     |
| 48  | Change Up                             | Fabolous feat. Akon                                                        | 2007 | From Nothin' to Somethin'                 |
| 49  | Chop My Money                         | P-Square feat. May D & Akon                                                | 2012 | -                                         |
| 50  | Clap Again                            | Akon                                                                       | 2008 | Freedom (Brazilian Edition)               |
| 51  | Coméntale                             | Ozuna feat. Akon                                                           | 2018 | Aura                                      |
| 52  | Come On In                            | Sean Garrett feat. Akon                                                    | 2008 | -                                         |
| 53  | Como No                               | Akon feat. Becky G                                                         | 2019 | El Negreeto                               |
| 54  | Conspiracy                            | Akon                                                                       | 2011 | -                                         |
| 55  | Crank It Up                           | David Guetta feat. Akon                                                    | 2011 | Nothing But The Beat                      |
| 56  | Crazy Bitch                           | Rye Rye feat. Akon                                                         | 2012 | Go! Pop! Bang!                            |
| 57  | Criminal                              | Akon feat. Vishal Dadlani & Shruti Pathak                                  | 2011 | -                                         |
| 58  | Cross That Line                       | Rick Ross feat. Akon                                                       | 2006 | Port of Miami                             |
| 59  | Cucumber                              | B-RED feat. Akon                                                           | 2016 | All The Way Up                            |
| 60  | Dangerous                             | Kardinal Offishall feat. Akon                                              | 2008 | Not 4 Sale                                |
| 61  | Dangerous (remix)                     | Kardinal Offishall feat. Akon & Sean Paul                                  | 2008 | -                                         |
| 62  | Dile                                  | Akon                                                                       | 2019 | El Negreeto                               |
| 63  | Dirty Situation                       | Mohombi feat. Akon                                                         | 2011 | MoveMeant                                 |
| 64  | Disfraza                              | IAmChino feat. Akon                                                        | 2019 | -                                         |
| 65  | Do It                                 | Akon                                                                       | 2011 | Konkrete                                  |
| 66  | Don't Believe Em                      | Busta Rhymes feat. Akon & T.I.                                             | 2009 | Back on My B.S.                           |
| 67  | Don't Let Up                          | Akon                                                                       | 2004 | Trouble                                   |
| 68  | Don't Matter                          | Akon                                                                       | 2006 | Konvicted                                 |
| 69  | Drop Down                             | Akon feat. Ludacris                                                        | -    | -                                         |
| 70  | Easy Road                             | Akon                                                                       | 2004 | Trouble                                   |
| 71  | Enjoy That                            | Akon                                                                       | 2022 | -                                         |
| 72  | Enjoy That (remix)                    | Akon fear. Mr Brown                                                        | 2022 | -                                         |
| 73  | Escape                                | Akon feat. Wizkid                                                          | 2020 | -                                         |
| 74  | Everybody Fucks                       | Pitbull feat. Akon & David Rush                                            | 2012 | Global Warming (Deluxe Edition)           |
| 75  | Everywhere You Go                     | Orlando Brown feat. Akon                                                   | -    | --                                        |
| 76  | "Fair To You"                         | Akon                                                                       | -    | -                                         |
| 77  | Far Away                              | AMIRROR feat. Akon                                                         | 2024 | Reflxns                                   |
| 78  | Find Us (In The Back Of The Club)     | The Beatnuts feat. Akon                                                    |      |                                           |
| 79  | For You                               | Wizkid feat. Akon                                                          |      |                                           |
| 80  | Freaky                                | Murder Mook feat. Akon & Jadakiss                                          |      |                                           |
| 81  | Free To Be                            | Philip Michael feat. Akon                                                  |      |                                           |
| 82  | Freedom                               | Akon                                                                       | 2008 | Freedom                                   |
| 83  | Frosh                                 | D'banj feat. Akon                                                          |      |                                           |
| 84  | Frozen                                | Tami Chynn feat. Akon                                                      |      |                                           |
| 85  | Gangsta                               | Akon feat. Daddy T, Picklehead & Devyne                                    | 2004 | Trouble                                   |
| 86  | Gangsta Bop                           | Akon                                                                       | 2006 | Konvicted                                 |
| 87  | Get Buck In Here                      | DJ Felli Fel feat. Diddy, Akon, Ludacris & Lil Jon                         | 2007 | -                                         |
| 88  | Get By                                | Akon                                                                       | 2012 | Konkrete Jungle                           |
| 89  | Get Out                               | Akon feat. Rick Ross                                                       | 2020 | Ain't No Peace                            |
| 90  | Ghetto                                | Akon                                                                       | 2004 | Trouble                                   |
| 91  | Ghetto Story Chapter 3                | Cham feat. Akon                                                            |      |                                           |
| 92  | Girls                                 | Beenie Man feat. Akon                                                      | 2006 | Undisputed                                |
| 93  | Give It Back                          | Kevin Hart feat. Akon                                                      |      |                                           |
| 94  | Give It To 'Em                        | Akon feat. Rick Ross                                                       | -    | -                                         |
| 95  | Good Girl                             | Don Omar feat. Akon                                                        |      |                                           |
| 96  | Good Girls Lie                        | Akon                                                                       | -    | -                                         |
| 97  | Gringo                                | Akon                                                                       | 2006 | Konvicted (Delux Edition)                 |
| 98  | Guarantee                             | Flo Rida feat. Akon                                                        | -    | -                                         |
| 99  | Gun In My Hand                        | Booba feat. Akon                                                           | 2006 | Ouest Side                                |
| 100 | Gun Session                           | Vybz Kartel feat. Akon, Shabba Ranks & Sizzla                              |      |                                           |
| 101 | Gunshot                               | Akon                                                                       | 2004 | -                                         |
| 102 | Hard As Hell                          | UGK feat. Akon                                                             | 2009 | UGK 4 Life                                |
| 103 | Heatwave                              | Robin Schulz feat. Akon                                                    |      |                                           |
| 104 | Her Shoes"                            | Akon                                                                       | -    | -                                         |
| 105 | Hey Mama                              | Don Yute feat. Akon                                                        |      |                                           |
| 106 | Hold My Hand                          | Michael Jackson feat. Akon                                                 | -    | -                                         |
| 107 | Holla Holla                           | Akon feat. T-Pain                                                          | 2008 | Freedom                                   |
| 108 | Holy Ghost Fire                       | Flex feat. Akon                                                            |      |                                           |
| 109 | Honey I'm Home                        | Akon                                                                       | 2011 | Konkrete                                  |
| 110 | Hurt Somebody                         | Akon                                                                       | 2011 | Konkrete                                  |
| 111 | Hustler's Ambition                    | Monica feat. Akon                                                          |      |                                           |
| 112 | Hypnotized                            | Akon                                                                       |      |                                           |
| 113 | Hypnotized                            | Plies feat. Akon                                                           | 2007 | -                                         |
| 114 | I Am Not My Hair                      | India.Arie feat. Akon                                                      | 2006 | Testimony: Vol. 1, Life & Relationship    |
| 115 | I Can't Wait                          | Akon                                                                       | -    | Konvicted                                 |
| 116 | I Just Had Sex                        | The Lonely Island feat. Akon                                               | 2011 | Turtleneck & Chain                        |
| 117 | I Tried                               | Bone Thugs-n-Harmony feat. Akon                                            | 2007 | Strength & Loyalty                        |
| 118 | I Wanna Love You                      | Akon feat. Snoop Dogg                                                      | 2006 | Konvicted                                 |
| 119 | Ice Game                              | Young Scooter feat. Akon                                                   |      |                                           |
| 120 | I'll Still Kill                       | 50 Cent feat. Akon                                                         |      |                                           |
| 121 | I'm So Paid                           | Akon feat. Young Jeezy & Lil Wayne                                         | 2008 | Freedom                                   |
| 122 | Innocente                             | Akon                                                                       | 2019 | El Negreeto                               |
| 123 | Interstellar                          | Guè feat. Akon                                                             |      |                                           |
| 124 | It Ain't Me                           | T-Pain feat. Akon & T.I.                                                   | 2008 | Thr33 Ringz                               |
| 125 | Journey                               | Akon                                                                       | 2004 | Trouble                                   |
| 126 | Just A Man                            | Akon                                                                       | -    | -                                         |
| 127 | Just Dance                            | Lady Gaga feat. Colby O'Donis & Akon                                       |      |                                           |
| 128 | Just Go                               | Lionel Richie feat. Akon                                                   | 2009 | Just Go                                   |
| 129 | Keep On Calling                       | Akon feat. P Money                                                         | 2004 | -                                         |
| 130 | Keep Up                               | Akon                                                                       | 2011 | Konkrete                                  |
| 131 | Keep You Much Longer                  | Akon                                                                       | 2008 | Freedom                                   |
| 132 | Keeping Me Smiling                    | Hot Rod feat. Akon                                                         | 2008 | -                                         |
| 133 | Kill The Dance (Got Something For Ya) | Akon feat. Kardinal Offishall                                              | -    | -                                         |
| 134 | Kowope                                | Skales feat. Akon                                                          |      |                                           |
| 135 | Kush                                  | Dr. Dre feat. Snoop Dogg & Akon                                            | 2010 | -                                         |
| 136 | Last Man Standing                     | Asher Roth feat. Akon                                                      |      |                                           |
| 137 | Leah                                  | 6ix9ine feat. Akon                                                         |      |                                           |
| 138 | Let It Clap                           | Rasheeda feat. Akon                                                        | 2006 | GA Peach                                  |
| 139 | Let It Go                             | Wiz Khalifa feat. Akon                                                     |      |                                           |
| 140 | Let's Get Crazy                       | Cassie feat. Akon                                                          |      |                                           |
| 141 | Letter To My Son                      | Akon                                                                       | 2020 | Ain't No Peace                            |
| 142 | Light Switch                          | Sarah Kalume feat. Akon                                                    |      |                                           |
| 143 | Like I Never Left                     | Whitney Houston feat. Akon                                                 | 2009 | I Look to You                             |
| 144 | Like Money                            | Wonder Girls feat. Akon                                                    |      |                                           |
| 145 | Lil' Buddy                            | Quebo Gold feat. Rasheeda, Akon & Polo                                     |      |                                           |
| 146 | Live By The Gun                       | R. City feat. Akon                                                         |      |                                           |
| 147 | Locked Up                             | Akon                                                                       | 2004 | Trouble                                   |
| 148 | Locked Up (remix)                     | Akon feat. Styles P                                                        | 2004 | -                                         |
| 149 | Locked Up Pt. 2                       | 6ix9ine feat. Akon                                                         |      |                                           |
| 150 | Loco                                  | Akon                                                                       |      |                                           |
| 151 | Lonely                                | Akon                                                                       | 2004 | Trouble                                   |
| 152 | Long Gone                             | Akon feat. Rock City                                                       | 2011 | Konkrete                                  |
| 153 | Look Me In My Eyes                    | Blast feat. Akon                                                           | 2008 | -                                         |
| 154 | Lunatic                               | Booba feat. Akon                                                           |      |                                           |
| 155 | Make It In The City                   | Akon                                                                       | 2011 | Konkrete                                  |
| 156 | Mama Africa                           | Akon                                                                       | 2006 | Konvicted                                 |
| 157 | Manejando                             | Akon feat. Musicologo The Libro & MelyMel                                  |      |                                           |
| 158 | Moonshine                             | Savage feat. Akon                                                          | 2005 | Moonshine                                 |
| 159 | More Than That                        | Akon feat. AMIRROR                                                         | 2024 | Reflxns                                   |
| 160 | Move That Body                        | Nelly feat. T-Pain & Akon                                                  | 2010 | 5.0                                       |
| 161 | Mp3                                   | K. Michele feat. Akon                                                      | -    | -                                         |
| 162 | Mr. Martin                            | Pras feat. Akon                                                            | 2005 | Win Lose or Draw                          |
| 163 | Mr. Right Now                         | Pitbull feat. Akon                                                         | 2011 | Planet Pit                                |
| 164 | Murderer, Pt. 2                       | Uncle Murda feat. Akon                                                     |      |                                           |
| 165 | Never Forget Me                       | Bone Thugs-N-Harmony feat. Akon                                            |      |                                           |
| 166 | Never Took The Time                   | Akon                                                                       | 2006 | Konvicted                                 |
| 167 | New Life                              | Akon feat. Mali Music                                                      | 2020 | Ain't No Peace                            |
| 168 | New York City                         | Akon                                                                       | 2009 | -                                         |
| 169 | No More You                           | Akon                                                                       | 2009 | -                                         |
| 170 | No Way Jose                           | Baby Bash feat. Akon                                                       | 2005 | Super Saucy                               |
| 171 | Nothing Left To Give                  | Lionel Richie feat. Akon                                                   |      |                                           |
| 172 | Oh Africa                             | Akon feat. Keri Hilson                                                     | 2010 | -                                         |
| 173 | Once In A While                       | Akon                                                                       | 2006 | Konvicted                                 |
| 174 | One                                   | Fat Joe feat. Akon                                                         | 2009 | Jealous Ones Still Evy 2 (J.O.S.E. 2)     |
| 175 | One Day                               | Matisyahu feat. Akon                                                       |      |                                           |
| 176 | One Day At A Time                     | Enrique Iglesias feat. Akon                                                | 2010 | Euphoria                                  |
| 177 | One False Move                        | C-Murder feat. Akon                                                        |      |                                           |
| 178 | Oo La La                              | J Randall feat. Akon                                                       | -    | -                                         |
| 179 | Operations of Nature                  | Akon                                                                       | 1996 | -                                         |
| 180 | Out Here Grindin'                     |                                                                            |      |                                           |
| 181 | Over The Edge                         | Akon                                                                       | 2008 | Freedom                                   |
| 182 | Overtime                              | Ace Hood feat. Akon & T-Pain                                               |      |                                           |
| 183 | Paracaídas                            | Brytiago feat. Akon & Maffio                                               | 2024 | Afro Vibes                                |
| 184 | Party Animal                          | David Guetta feat. Akon                                                    | 2010 | -                                         |
| 185 | Picky (remix)                         | Joey Montana feat. Akon & Mohombi                                          | 2004 | -                                         |
| 186 | Play Hard                             | David Guetta feat. Ne-Yo & Akon                                            |      |                                           |
| 187 | Pot Of Gold                           | Akon                                                                       | 2004 | Trouble                                   |
| 188 | Pray For Kaya                         | Sway feat. Akon                                                            | -    | -                                         |
| 189 | Push Push                             | Kat DeLuna feat. Akon                                                      | 2010 | Inside Out                                |
| 190 | Put It On Me                          |                                                                            | 2012 | Konkrete Jungle                           |
| 191 | Put It on My Tab                      | New Kids on the Block                                                      | 2008 | The Block                                 |
| 192 | Rebel Musik                           | Monsieur R feat. Akon                                                      | 2005 | Politikment Incorrekt                     |
| 193 | Remember                              | Akon                                                                       | 2020 | Ain't No Peace                            |
| 194 | Rewind                                | Kid Ink feat. Akon                                                         | 2015 | Summer in the Winter                      |
| 195 | Right Now                             | Akon                                                                       | 2008 | Freedom                                   |
| 196 | Right Now (remix)                     | Akon feat. Kat DeLuna                                                      |      | -                                         |
| 197 | Rock                                  | Filapine feat. Akon                                                        | 2012 | -                                         |
| 198 | Rush                                  | Akon feat. Kardinal Offishall                                              | 2006 | Konvicted (Deluxe Edition)                |
| 199 | Salute                                | Akon feat. Te Money & Fabulous                                             | 2012 | Konkrete Jungle                           |
| 200 | Same Damn Time                        | Akon                                                                       | 2012 | Konkrete Jungle                           |
| 201 | Searching For Love                    | Akon                                                                       | 2011 | Konkrete                                  |
| 202 | Senegal                               | Akon                                                                       |      |                                           |
| 203 | Sexy Bitch                            | David Guetta feat. Akon                                                    |      |                                           |
| 204 | Shake Down                            | Akon                                                                       | 2006 | Konvicted                                 |
| 205 | Should I Move?                        | The Lonely Island feat. Akon                                               |      |                                           |
| 206 | Show Out                              | Akon                                                                       | 2004 | Trouble                                   |
| 207 | Shut It Down                          | Pitbull feat. Akon                                                         | 2009 | Rebelution                                |
| 208 | Silver & Gold                         | Sway feat. Akon                                                            |      |                                           |
| 209 | Sit Down Somewhere                    | Quebo Gold feat. Re Re & Akon                                              |      |                                           |
| 210 | Slow Motion                           | Akon feat. Money J                                                         | 2012 | Konkrete Jungle                           |
| 211 | Smack That                            | Akon feat. Eminem                                                          | 2006 | Konvicted                                 |
| 212 | Snitch                                | Obie Trice feat. Akon                                                      | 2007 |                                           |
| 213 | So Blue                               | Akon                                                                       | 2013 | -                                         |
| 214 | So High                               | Akon                                                                       | 2011 | Konkrete                                  |
| 215 | Solo Tu                               | Akon feat. Farruko                                                         | 2019 | El Negreeto                               |
| 216 | Sorry, Blame It On Me                 | Akon                                                                       | 2006 | Konvicted (Deluxe Edition)                |
| 217 | Soul Survivor                         | Young Jeezy feat. Akon                                                     | 2005 | Let's Get It: Thug Motivation 101         |
| 218 | Still a Survivor                      | Akon                                                                       | 2011 | Konkrete                                  |
| 219 | Still Will                            | 50 Cent feat. Akon                                                         | -    | -                                         |
| 220 | Struggle Everyday                     | Akon                                                                       | 2006 | -                                         |
| 221 | Sucker For Love                       | Jason Miller feat. Akon                                                    |      |                                           |
| 222 | Sunny Day                             | Akon feat. Wyclef Jean                                                     | 2008 | Freedom                                   |
| 223 | Sweet Love                            | Akon                                                                       | 2020 | Ain't No Peace                            |
| 224 | Sweetest Girl                         | Wyclef Jean feat. Akon, Lil Wayne & Niia                                   | 2007 | Carnival Vol. II: Memoirs of an Immigrant |
| 225 | System Ain't For Us                   | Akon feat. OG Boo Dirty                                                    | 2020 | Ain't No Peace                            |
| 226 | Take It Down Low                      | Akon feat. Chris Brown                                                     | 2011 | -                                         |
| 227 | Te Quiero Amar                        | Akon feat. Pitbull                                                         | 2019 | El Negreeto                               |
| 228 | The Rain                              | Akon                                                                       | 2006 | Konvicted                                 |
| 229 | The Sweet Escape                      | Gwen Stefani feat. Akon                                                    | 2006 | The Sweet Escape                          |
| 230 | The Way She Moves                     | Zion feat. Akon                                                            | 2007 | The Perfect Melody                        |
| 231 | This Boy Here                         | Quebo Gold feat. Akon                                                      | 2001 | Red Clay                                  |
| 232 | Throw Dat D                           | Akon                                                                       |      |                                           |
| 233 | Til The Sun Rise Up                   | Bob Sinclar feat. Akon                                                     | 2017 |                                           |
| 234 | Time Or Money                         | Akon                                                                       | 2011 | Konkrete                                  |
| 235 | Tired of Runnin'                      | Akon                                                                       | 2006 | Konvicted                                 |
| 236 | Tired of Running                      | Snoop Lion feat. Akon                                                      |      |                                           |
| 237 | Tomorrow                              | Saschali feat. Akon                                                        | 2009 | -                                         |
| 238 | Top Chef                              | Akon                                                                       | 2011 | Konkrete                                  |
| 239 | Trouble Nobody                        | Akon                                                                       | 2004 | Trouble                                   |
| 240 | Troublemaker                          | Akon feat. Sweet Rush                                                      | 2008 | Freedom                                   |
| 241 | U Got Me                              | T-Pain feat. Akon                                                          | 2005 | Rappa Ternt Sanga                         |
| 242 | U Like My Swagga                      | Assassin feat. Akon                                                        | -    | -                                         |
| 243 | Unstoppable                           | Beenie Man feat. Akon                                                      |      |                                           |
| 244 | Ur Not The Same                       | T-Pain feat. Akon                                                          | 2005 | Rappa Ternt Sanga                         |
| 245 | Used To Know                          | Akon feat. Money J & Black Frost                                           | 2012 | Konkrete Jungle                           |
| 246 | Wake It Up                            | E-40 feat. Akon                                                            | -    | -                                         |
| 247 | Wakonda                               | Akon                                                                       | -    | -                                         |
| 248 | Wanna Be Startin' Somethin' 2008      | Michael Jackson feat. Akon                                                 | 2008 | Thriller 25                               |
| 249 | We Are The World (25 For Haiti)       | Akon e vários artistas                                                     | 2010 | -                                         |
| 250 | We Don't Care                         | Akon                                                                       | 2008 | Freedom                                   |
| 251 | We On                                 | Akon feat. Yo Gotti                                                        | 2013 | -                                         |
| 252 | We Takin' Over                        | DJ Khaled feat. Akon, T.I., Rick Ross, Fat Joe, Birdman & Lil Wayne        | 2007 | We The Best                               |
| 253 | Weekend                               | Akon feat. Usher                                                           | 2011 | Konkrete                                  |
| 254 | What You Got                          | Colby O'Donis feat. Akon                                                   | 2008 | Colby O                                   |
| 255 | What's Love                           | Shaggy feat. Akon                                                          | 2007 | Intoxication                              |
| 256 | When I Get On                         | Rock City feat. Akon                                                       | -    | -                                         |
| 257 | When The Time's Right                 | Akon                                                                       | 2004 | Trouble                                   |
| 258 | Who Dat Girl                          | Flo Rida feat. Akon                                                        | 2010 | Only One Flo (Part 1)                     |
| 259 | Wonderful Life                        | T.I. feat. Akon                                                            | 2012 | Trouble Man: Heavy Is the Head            |
| 260 | Work It                               | Ray Lavender feat. Akon                                                    | -    | -                                         |
| 261 | Y.O. (Youthful Offenders)             | Jadakiss feat. Akon                                                        | 2015 | Top 5 Dead or Alive                       |
| 262 | Yalli Nassini                         | Melissa feat. Akon                                                         | 2009 | -                                         |
| 263 | You Don't Want It                     | Akon                                                                       | 2007 | -                                         |
| 264 | You Nasty                             | Young Dro feat. Akon                                                       |      |                                           |